# Unabhängigkeitsreferendum in Neukaledonien 2020

Emblem Neukaledoniens

Im Unabhängigkeitsreferendum in Neukaledonien 2020 stimmten am 4. Oktober 2020 die Einwohner Neukaledoniens über die Unabhängigkeit von Frankreich ab. Es war nach 1958, 1987 und 2018 das vierte Referendum zur Unabhängigkeit. Bei einer Wahlbeteiligung von knapp 86 % stimmten 53,3 % der Abstimmenden für den Verbleib bei Frankreich.

## Vorgeschichte
Bei den Wahlen zum Kongress von Neukaledonien (Congrès de la Nouvelle-Calédonie), der regionalen Volksvertretung, am 12. Mai 2019 hatten die Verfechter der Unabhängigkeit 26 der 54 Sitze (48,1 %) gewonnen. Unter Vermittlung von Premierminister Édouard Philippe einigten sich im Oktober 2019 Befürworter und Gegner der Unabhängigkeitsbewegung auf die Abhaltung eines neuen Referendums. Als Datum der Abstimmung war zunächst der 6. September 2020 vorgesehen, jedoch wurde der Abstimmungstermin auf den 4. Oktober 2020 verschoben, um bessere Bedingungen für die Durchführung der Abstimmung vor dem Hintergrund der grassierenden COVID-19-Pandemie zu haben. Die Abstimmungsfrage war dieselbe wie im Referendum 2018:

« Voulez-vous que la Nouvelle-Calédonie accède à la pleine souveraineté et devienne indépendante ? »

„Wollen Sie, dass Neukaledonien volle Souveränität erlangt und unabhängig wird?“

## Abstimmungsgrundlage
Am Referendum teilnahmeberechtigt waren Einwohner, die im allgemeinen Wählerverzeichnis stehen. Zudem mussten sie eine der folgenden Vorgaben erfüllen:
1. War 1998 auf der Wählerliste zur Abstimmung über das Abkommen von Nouméa.
2. Hätte 1998 auf der Wählerliste zur Abstimmung über das Abkommen von Nouméa stehen dürfen, war aber nicht auf dieser zu finden.
3. Hätte 1998 auf der Wählerliste zur Abstimmung über das Abkommen von Nouméa stehen dürfen, war aber aufgrund familiärer, gesundheitlicher oder beruflicher Verpflichtungen verhindert.
4. Legale Aufenthaltsberechtigung oder Geburt in Neukaledonien und materielles Interesse in dem Gebiet.
5. Mindestens ein Elternteil ist in Neukaledonien geboren und hat materielles Interesse in dem Gebiet.
6. Hat bis zum 31. Dezember 2014 mindestens 20 Jahre ununterbrochen in Neukaledonien gelebt.
7. Ist nach dem 31. Dezember 1988 geboren und hat das Wahlrecht vor dem Referendum erreicht, solange ein Elternteil für das Abkommen von Nouméa 1998 auf der Wählerliste stand.

Aus diesem Grund waren vom Referendum 2018 etwa 36.000 Personen, d. h. mehr als 17 Prozent der Gesamtzahl der bei anderen Wahlen Wahlberechtigten, ausgeschlossen. Hierdurch soll der Einfluss der zugewanderten Zoreilles (der im französischen Mutterland Geborenen) im Abstimmungsverhalten gegenüber den Kanaken, den Ureinwohnern, und den Caldoches (den in Neukaledonien Geborenen europäischer Abstammung) verringert werden.

## Ergebnisse

Wahlbeteiligung nach Kommunen

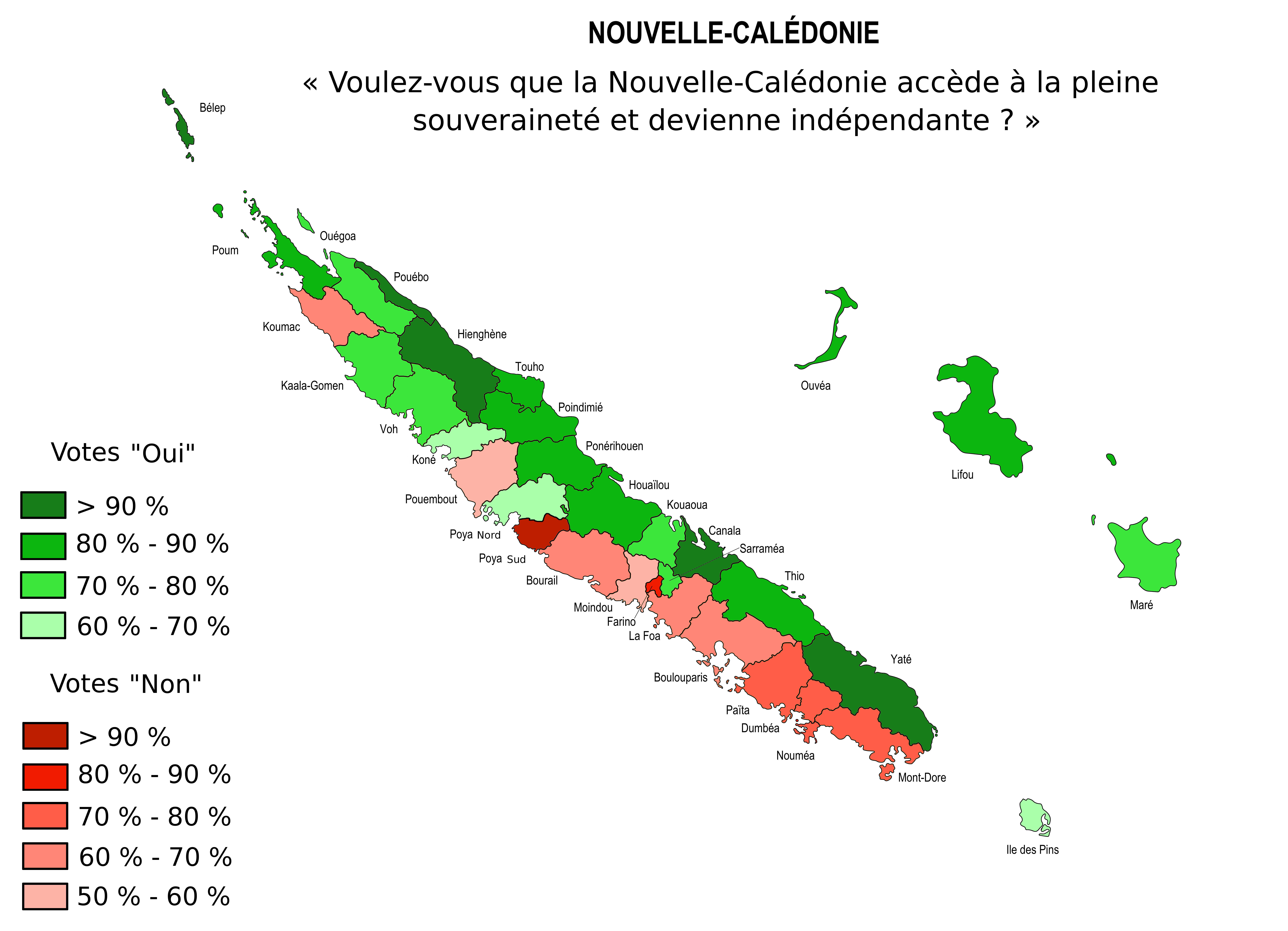
Wahlergebnis nach Kommunen

Wahlberechtigt waren 180.799 Personen.
| Provinz           | Ja-Stimmen | Ja-Stimmen | Nein-Stimmen | Nein-Stimmen | Leere Stimmzettel | Leere Stimmzettel | Ungültige | Ungültige | Beteiligung | Beteiligung |
| Provinz           | in %       | absolut    | in %         | absolut      | in %              | absolut           | in %      | absolut   | in %        | absolut     |
| ----------------- | ---------- | ---------- | ------------ | ------------ | ----------------- | ----------------- | --------- | --------- | ----------- | ----------- |
| Province des Iles | 84,27 %    | 13.776     | 15,73 %      | 02.571       | 0,29 %            | 047               | 0,59 %    | 097       | 74,72 %     | 016.491     |
| Province Nord     | 78,34 %    | 28.537     | 21,66 %      | 07.889       | 0,35 %            | 129               | 0,67 %    | 248       | 89,01 %     | 036.803     |
| Province Sud      | 29,14 %    | 29.220     | 70,86 %      | 71.043       | 0,67 %            | 679               | 0,67 %    | 682       | 86,58 %     | 101.624     |
| Neukaledonien     | 46,74 %    | 71.533     | 53,26 %      | 81.503       | 0,55 %            | 855               | 0,66 %    | 1027      | 85,69 %     | 154.918     |

| Gemeinde     | Provinz           | Ja      | Nein    | Leere Stimmzettel | Ungültige | Beteiligung | Beteiligung |
| Gemeinde     | Provinz           | Ja      | Nein    | Leere Stimmzettel | Ungültige | in %        | absolut     |
| ------------ | ----------------- | ------- | ------- | ----------------- | --------- | ----------- | ----------- |
| Belep-Inseln | Province Nord     | 96,45 % | 03,55 % | 0,13 %            | 0,13 %    | 81,43 %     | 00.763      |
| Boulouparis  | Province Sud      | 30,81 % | 69,19 % | 0,34 %            | 0,54 %    | 92,59 %     | 02.610      |
| Bourail      | Province Sud      | 32,72 % | 67,28 % | 0,54 %            | 0,86 %    | 90,94 %     | 03.713      |
| Canala       | Province Nord     | 95,42 % | 04,58 % | 0,25 %            | 0,53 %    | 91,31 %     | 03.194      |
| Dumbéa       | Province Sud      | 26,29 % | 73,71 % | 0,67 %            | 0,63 %    | 87,08 %     | 15.464      |
| Farino       | Province Sud      | 11,46 % | 88,54 % | 0,18 %            | 0,91 %    | 94,80 %     | 00.547      |
| Hienghène    | Province Nord     | 96,26 % | 03,74 % | 0,04 %            | 0,58 %    | 91,45 %     | 02.258      |
| Houaïlou     | Province Nord     | 87,43 % | 12,57 % | 0,28 %            | 0,72 %    | 87,17 %     | 03.215      |
| Île des Pins | Province Sud      | 69,85 % | 30,15 % | 0,53 %            | 0,47 %    | 85,26 %     | 01.504      |
| Kaala-Gomen  | Province Nord     | 75,90 % | 24,10 % | 0,20 %            | 0,66 %    | 89,51 %     | 01.519      |
| Koné         | Province Nord     | 66,64 % | 33,36 % | 0,53 %            | 0,98 %    | 89,82 %     | 03.963      |
| Kouaoua      | Province Nord     | 79,46 % | 20,54 % | 0,38 %            | 0,48 %    | 89,91 %     | 01.051      |
| Koumac       | Province Nord     | 38,48 % | 61,52 % | 0,41 %            | 0,69 %    | 90,07 %     | 02.457      |
| La Foa       | Province Sud      | 32,55 % | 67,45 % | 0,40 %            | 0,94 %    | 92,44 %     | 02.765      |
| Lifou        | Province des Iles | 86,49 % | 13,51 % | 0,31 %            | 0,61 %    | 76,47 %     | 08.255      |
| Maré         | Province des Iles | 79,29 % | 20,71 % | 0,20 %            | 0,61 %    | 71,90 %     | 04.931      |
| Moindou      | Province Sud      | 46,10 % | 53,90 % | 0,95 %            | 1,23 %    | 93,03 %     | 00.734      |
| Le Mont-Dore | Province Sud      | 28,16 % | 71,84 % | 0,99 %            | 1,03 %    | 86,51 %     | 15.483      |
| Nouméa       | Province Sud      | 23,31 % | 76,69 % | 0,63 %            | 0,58 %    | 84,71 %     | 44.094      |
| Ouégoa       | Province Nord     | 71,81 % | 28,19 % | 0,26 %            | 1,11 %    | 87,03 %     | 01.892      |
| Ouvéa        | Province des Iles | 86,18 % | 13,82 % | 0,33 %            | 0,51 %    | 74,81 %     | 03.305      |
| Païta        | Province Sud      | 28,77 % | 71,23 % | 0,75 %            | 0,51 %    | 87,57 %     | 10.520      |
| Poindimié    | Province Nord     | 82,52 % | 17,48 % | 0,37 %            | 0,64 %    | 91,00 %     | 03.773      |
| Ponérihouen  | Province Nord     | 89,18 % | 10,82 % | 0,42 %            | 0,59 %    | 88,77 %     | 02.371      |
| Pouébo       | Province Nord     | 95,12 % | 04,88 % | 0,05 %            | 0,64 %    | 84,62 %     | 02.024      |
| Pouembout    | Province Nord     | 48,17 % | 51,83 % | 0,60 %            | 0,53 %    | 89,41 %     | 01.325      |
| Poum         | Province Nord     | 85,14 % | 14,86 % | 0,24 %            | 0,32 %    | 88,54 %     | 01.259      |
| Poya-Nord    | Province Nord     | 67,30 % | 32,70 % | 0,21 %            | 0,56 %    | 89,52 %     | 01.948      |
| Poya-Sud     | Province Sud      | 02,31 % | 97,69 % | 0,00 %            | 0,00 %    | 91,53 %     | 00.173      |
| Sarraméa     | Province Sud      | 79,03 % | 20,97 % | 0,42 %            | 0,63 %    | 93,53 %     | 00.477      |
| Thio         | Province Sud      | 85,85 % | 14,15 % | 0,16 %            | 0,78 %    | 88,15 %     | 01.919      |
| Touho        | Province Nord     | 85,41 % | 14,59 % | 0,36 %            | 0,54 %    | 86,96 %     | 01.681      |
| Voh          | Province Nord     | 71,58 % | 28,42 % | 1,00 %            | 0,95 %    | 89,60 %     | 02.110      |
| Yaté         | Province Sud      | 90,96 % | 09,04 % | 0,12 %            | 0,25 %    | 92,10 %     | 01.621      |

## Beurteilung und weitere Perspektiven
Auf Grundlage des Abkommens von Nouméa aus dem Jahr 1998 stehen den Einwohnern Neukaledoniens bis zu drei Referenden zur Unabhängigkeit zu. Nach 2018 und 2020 hat ein drittes 2021 stattgefunden.